# Tornei di tennis maschili nel 1955
Prima della nascita della cosiddetta "Era Open" del tennis, ossia l'apertura ai tennisti professionisti dei tornei che prima di quell'anno erano riservati ai tennisti dilettanti. Nel 1955 i tornei si distinguevano in pro e amatoriali: ai primi potevano partecipare solo i giocatori professionisti, mentre ai secondi potevano partecipare solo i tennisti dilettanti. Tutti i tornei più importanti erano amatoriali tra questi c'erano i tornei del Grande Slam:gli Australian Championships, gli Internazionali di Francia, il Torneo di Wimbledon e gli U.S. National Championships.

## Calendario

### Legenda
| Tornei amatoriali       |
| Tornei professionistici |

### Gennaio
| Settimana  | Torneo                                                                           | Vincitore                                       | Finalista             | Semifinalisti            | Eliminati ai quarti                                  |
| ---------- | -------------------------------------------------------------------------------- | ----------------------------------------------- | --------------------- | ------------------------ | ---------------------------------------------------- |
| Gennaio    | Border Championships 1955 East London, Sudafrica Singolare - Doppio              | Derek Capell 7-5 6-0 6-1                        | Syndey Levy           |                          |                                                      |
| Gennaio    | Border Championships 1955 East London, Sudafrica Singolare - Doppio              |                                                 |                       |                          |                                                      |
| Gennaio    | Eastern Province Championships 1955 Port Elizabeth, Sudafrica Singolare - Doppio | Trevor Fancutt 6-3 6-3 4-6 7-5                  | John A. Barry         |                          |                                                      |
| Gennaio    | Eastern Province Championships 1955 Port Elizabeth, Sudafrica Singolare - Doppio |                                                 |                       |                          |                                                      |
| Gennaio    | New Zealand Championships 1955 Wellington, Nuova Zelanda Singolare - Doppio      | Jeff Robson 6-4 6-3 6-2                         | Ian Vermaak           |                          |                                                      |
| Gennaio    | New Zealand Championships 1955 Wellington, Nuova Zelanda Singolare - Doppio      | Jeff Robson Allan S. Burns                      |                       |                          |                                                      |
| Gennaio    | Western Province Championships 1955 Città del Capo, Sudafrica Singolare - Doppio | Gordon Forbes 6-2 6-4 6-1                       | John Hurry            |                          |                                                      |
| Gennaio    | Western Province Championships 1955 Città del Capo, Sudafrica Singolare - Doppio |                                                 |                       |                          |                                                      |
| 2 gennaio  | India National Championships 1955 Calcutta, India Singolare - Doppio             | Jack Arkinstall 3-6 6-3 3-6 6-2 6-3             | Ramanathan Krishnan   |                          |                                                      |
| 2 gennaio  | India National Championships 1955 Calcutta, India Singolare - Doppio             |                                                 |                       |                          |                                                      |
| 2 gennaio  | Perth Championships 1955 Perth, Australia Singolare - Doppio                     | George Worthington 3-6 6-3 6-2 6-4              | Clive Wilderspin      |                          |                                                      |
| 2 gennaio  | Perth Championships 1955 Perth, Australia Singolare - Doppio                     |                                                 |                       |                          |                                                      |
| 3 gennaio  | Benalla New Years Tournament 1955 Benalla, Australia Singolare - Doppio          | Cedric H. Mason 6-2 6-2                         | John Fraser           |                          |                                                      |
| 3 gennaio  | Benalla New Years Tournament 1955 Benalla, Australia Singolare - Doppio          |                                                 |                       |                          |                                                      |
| 3 gennaio  | Cumberland Championships 1955 Sydney, Australia Singolare - Doppio               | Don Candy 3-6 6-4 6-0                           | Roy Emerson           |                          |                                                      |
| 3 gennaio  | Cumberland Championships 1955 Sydney, Australia Singolare - Doppio               |                                                 |                       |                          |                                                      |
| 7 gennaio  | Dixie Championships 1955 Tampa, USA Singolare - Doppio                           | Eddie Moylan 10-8 6-4 6-3                       | Bernard Tut Bartzen   |                          |                                                      |
| 7 gennaio  | Dixie Championships 1955 Tampa, USA Singolare - Doppio                           |                                                 |                       |                          |                                                      |
| 8 gennaio  | South Australian Championships 1955 Adelaide, Australia Singolare - Doppio       | Vic Seixas 6-3 7-5 8-6                          | Lennart Bergelin      | Roger Becker Mervyn Rose | Warren Woodcock Jerry Moss Brian Tobin Sven Davidson |
| 8 gennaio  | South Australian Championships 1955 Adelaide, Australia Singolare - Doppio       |                                                 |                       | Roger Becker Mervyn Rose | Warren Woodcock Jerry Moss Brian Tobin Sven Davidson |
| 8 gennaio  | Sydney Manly Seaside Championships 1955 Sydney, Australia Singolare - Doppio     | Ken Rosewall 6-1 6-4                            | Malcolm Anderson      |                          |                                                      |
| 8 gennaio  | Sydney Manly Seaside Championships 1955 Sydney, Australia Singolare - Doppio     |                                                 |                       |                          |                                                      |
| 9 gennaio  | Pierre Gillou Indoor 1955 Parigi, Francia Singolare - Doppio                     | Budge Patty 11-9 6-2 12-10                      | Jaroslav Drobný       |                          |                                                      |
| 9 gennaio  | Pierre Gillou Indoor 1955 Parigi, Francia Singolare - Doppio                     |                                                 |                       |                          |                                                      |
| 16 gennaio | All India Hard Court Championships 1955 Bombay, India Singolare - Doppio         | Ramanathan Krishnan 6-2 0-6 3-6 6-1 6-3         | Jack Arkinstall       |                          |                                                      |
| 16 gennaio | All India Hard Court Championships 1955 Bombay, India Singolare - Doppio         |                                                 |                       |                          |                                                      |
| 16 gennaio | Florida West Coast Championships 1955 Saint Petersburg, USA Singolare - Doppio   | Eddie Moylan 7-5 4-6 6-2 7-5                    | Albert Harum          |                          |                                                      |
| 16 gennaio | Florida West Coast Championships 1955 Saint Petersburg, USA Singolare - Doppio   |                                                 |                       |                          |                                                      |
| 23 gennaio | Florida State Championships 1955 Orlando, USA Singolare - Doppio                 | Eddie Moylan 6-0 6-2 6-1                        | Jean-Noël Grinda      |                          |                                                      |
| 23 gennaio | Florida State Championships 1955 Orlando, USA Singolare - Doppio                 |                                                 |                       |                          |                                                      |
| 30 gennaio | South India Championships 1955 Madras, India Singolare - Doppio                  | Ramanathan Krishnan 6-2 4-6 6-1 0-6 6-3         | Jack Arkinstall       |                          |                                                      |
| 30 gennaio | South India Championships 1955 Madras, India Singolare - Doppio                  |                                                 |                       |                          |                                                      |
| 30 gennaio | South Florida Championships 1955 West Palm Beach, USA Singolare - Doppio         | Eddie Moylan 9-7 6-2                            | Jean-Noël Grinda      |                          |                                                      |
| 30 gennaio | South Florida Championships 1955 West Palm Beach, USA Singolare - Doppio         |                                                 |                       |                          |                                                      |
| 31 gennaio | Australian Championships 1955 Adelaide, Australia Singolare - Doppio             | Ken Rosewall 9-7 6-4 6-4                        | Lew Hoad              |                          |                                                      |
| 31 gennaio | Australian Championships 1955 Adelaide, Australia Singolare - Doppio             | Vic Seixas Tony Trabert 6-3, 6-2, 2-6, 3-6, 6-1 | Lew Hoad Ken Rosewall |                          |                                                      |

### Febbraio
| Settimana   | Torneo                                                                            | Vincitore                                                     | Finalista          | Semifinalisti | Eliminati ai quarti |
| ----------- | --------------------------------------------------------------------------------- | ------------------------------------------------------------- | ------------------ | ------------- | ------------------- |
| febbraio    | German Covered Court Championships 1955 Colonia, Germania Singolare - Doppio      | Giuseppe Merlo 8-6 4-6 6-3 1-6 6-3                            | Orlando Sirola     |               |                     |
| febbraio    | German Covered Court Championships 1955 Colonia, Germania Singolare - Doppio      |                                                               |                    |               |                     |
| febbraio    | Scandinavian Covered Court Championships 1955 Oslo, Norvegia Singolare - Doppio   | Kurt Nielsen 14-12 7-5 6-3                                    | Ulf Schmidt        |               |                     |
| febbraio    | Scandinavian Covered Court Championships 1955 Oslo, Norvegia Singolare - Doppio   |                                                               |                    |               |                     |
| 6 febbraio  | Northern India Championships 1955 New Delhi, India Singolare - Doppio             | Ramanathan Krishnan 6-3 6-1 6-2                               | Władysław Skonecki |               |                     |
| 6 febbraio  | Northern India Championships 1955 New Delhi, India Singolare - Doppio             |                                                               |                    |               |                     |
| 8 febbraio  | Philippines International Championships 1955 Manila, Filippine Singolare - Doppio | Felicisimo Ampon 6-1 6-4 1-6 6-2                              | Sven Davidson      |               |                     |
| 8 febbraio  | Philippines International Championships 1955 Manila, Filippine Singolare - Doppio |                                                               |                    |               |                     |
| 12 febbraio | Northern Suburbs Championships 1955 Sydney, Australia Singolare - Doppio          | Lew Hoad 6-3 7-5                                              | Geoff Brown        |               |                     |
| 12 febbraio | Northern Suburbs Championships 1955 Sydney, Australia Singolare - Doppio          |                                                               |                    |               |                     |
| 14 febbraio | French Covered Court Championships 1955 Parigi, Francia Singolare - Doppio        | Budge Patty 6-3 7-5 6-3                                       | Hugh Stewart       |               |                     |
| 14 febbraio | French Covered Court Championships 1955 Parigi, Francia Singolare - Doppio        |                                                               |                    |               |                     |
| 21 febbraio | Cannes Championships 1955 Cannes, Francia Singolare - Doppio                      | Ubert Vincent 2-6 7-5 6-4                                     | Jean-Noël Grinda   |               |                     |
| 21 febbraio | Cannes Championships 1955 Cannes, Francia Singolare - Doppio                      |                                                               |                    |               |                     |
| 21 febbraio | Cozon Cup Indoor Championships 1955 Lione, Francia Singolare - Doppio             | Jaroslav Drobný Budge Patty 19-21 10-8 20-21 titolo condiviso |                    |               |                     |
| 21 febbraio | Cozon Cup Indoor Championships 1955 Lione, Francia Singolare - Doppio             |                                                               |                    |               |                     |
| 22 febbraio | US Indoors 1955 New York, USA Singolare - Doppio                                  | Tony Trabert 11-13 7-5 9-7 6-3                                | Ham Richardson     |               |                     |
| 22 febbraio | US Indoors 1955 New York, USA Singolare - Doppio                                  |                                                               |                    |               |                     |
| 27 febbraio | Ceylon Championships 1955 Colombo, Sri Lanka Singolare - Doppio                   | Władysław Skonecki 6-1 10-8 6-4                               | Clive Wilderspin   |               |                     |
| 27 febbraio | Ceylon Championships 1955 Colombo, Sri Lanka Singolare - Doppio                   |                                                               |                    |               |                     |
| 27 febbraio | Masters Invitational 1955 Jacksonville, USA Singolare - Doppio                    | Arthur Larsen 7-5 6-3 3-6 6-3                                 | Herbert Flam       |               |                     |
| 27 febbraio | Masters Invitational 1955 Jacksonville, USA Singolare - Doppio                    |                                                               |                    |               |                     |
| 27 febbraio | Pittsburgh Golf Club Invitation 1955 Pittsburgh, USA Singolare - Doppio           | Tony Trabert 4-6 9-7 6-1                                      | Vic Seixas         |               |                     |
| 27 febbraio | Pittsburgh Golf Club Invitation 1955 Pittsburgh, USA Singolare - Doppio           |                                                               |                    |               |                     |
| 27 febbraio | Italian Riviera Championships 1955 Sanremo, Italia Singolare - Doppio             | Jaroslav Drobný 5-7 6-2 13-11 6-2                             | Budge Patty        |               |                     |
| 27 febbraio | Italian Riviera Championships 1955 Sanremo, Italia Singolare - Doppio             |                                                               |                    |               |                     |

### Marzo
| Settimana | Torneo                                                                                               | Vincitore                              | Finalista           | Semifinalisti | Eliminati ai quarti |
| --------- | --- | -------------------------------------- | ------------------- | ------------- | ------------------- |
| marzo     | Desert Invitational 1955 Palm Desert, USA Singolare - Doppio                                         | Gilbert Shea                           |                     |               |                     |
| marzo     | Desert Invitational 1955 Palm Desert, USA Singolare - Doppio                                         |                                        |                     |               |                     |
| 7 marzo   | New South Wales Hard Court Championships 1955 Armidale, Australia Singolare - Doppio                 | Lew Hoad 6-3 6-3                       | Ken Rosewall        |               |                     |
| 7 marzo   | New South Wales Hard Court Championships 1955 Armidale, Australia Singolare - Doppio                 |                                        |                     |               |                     |
| 7 marzo   | Buffalo Indoor 1955 Buffalo, USA Singolare - Doppio                                                  | Tony Trabert 6-4 6-1                   | Vic Seixas          |               |                     |
| 7 marzo   | Buffalo Indoor 1955 Buffalo, USA Singolare - Doppio                                                  |                                        |                     |               |                     |
| 13 marzo  | Colombia International 1955 Barranquilla, Colombia Singolare - Doppio                                | Tony Trabert 6-3 6-3 6-4               | Tom Brown           |               |                     |
| 13 marzo  | Colombia International 1955 Barranquilla, Colombia Singolare - Doppio                                |                                        |                     |               |                     |
| 13 marzo  | Casino Heights Invitational 1955 Brooklyn, USA Singolare - Doppio                                    | Ron Holmberg 6-1 6-2 6-1               | Phillip Hanna       |               |                     |
| 13 marzo  | Casino Heights Invitational 1955 Brooklyn, USA Singolare - Doppio                                    |                                        |                     |               |                     |
| 13 marzo  | Tennis ai II Giochi panamericani Città del Messico, Messico Singolare - Doppio                       | Arthur Larsen                          | Enrique Morea       |               |                     |
| 13 marzo  | Tennis ai II Giochi panamericani Città del Messico, Messico Singolare - Doppio                       |                                        |                     |               |                     |
| 13 marzo  | Egyptian International Cairo Championships 1955 Il Cairo, Egitto Singolare - Doppio                  | Fausto Gardini 6-4 6-2 1-6 4-6 11-9    | Frederick Kovaleski |               |                     |
| 13 marzo  | Egyptian International Cairo Championships 1955 Il Cairo, Egitto Singolare - Doppio                  |                                        |                     |               |                     |
| 13 marzo  | Carlton Club Championships 1955 Cannes, Francia Singolare - Doppio                                   | Tony Mottram 6-0 6-4 6-3               | Ubert Vincent       |               |                     |
| 13 marzo  | Carlton Club Championships 1955 Cannes, Francia Singolare - Doppio                                   |                                        |                     |               |                     |
| 13 marzo  | Tennis Club Flanders Championships 1955 Roubaix, Francia Singolare - Doppio                          | Budge Patty 6-1 6-3 6-1                | Kurt Nielsen        |               |                     |
| 13 marzo  | Tennis Club Flanders Championships 1955 Roubaix, Francia Singolare - Doppio                          |                                        |                     |               |                     |
| 20 marzo  | Torneo di Beaulieu 1955 Cannes, Francia Singolare - Doppio                                           | Władysław Skonecki 2-6 6-3 6-1 2-6 6-3 | Tony Mottram        |               |                     |
| 20 marzo  | Torneo di Beaulieu 1955 Cannes, Francia Singolare - Doppio                                           |                                        |                     |               |                     |
| 20 marzo  | Everglades Invitation 1955 Palm Beach, USA Singolare - Doppio                                        | Tony Trabert 6-3 4-6 6-4 6-3           | Vic Seixas          |               |                     |
| 20 marzo  | Everglades Invitation 1955 Palm Beach, USA Singolare - Doppio                                        |                                        |                     |               |                     |
| 27 marzo  | Egyptian International Alexandria Championships 1955 Alessandria d'Egitto, Egitto Singolare - Doppio | Fausto Gardini 8-6 6-0 8-6             | Giuseppe Merlo      |               |                     |
| 27 marzo  | Egyptian International Alexandria Championships 1955 Alessandria d'Egitto, Egitto Singolare - Doppio |                                        |                     |               |                     |
| 27 marzo  | Gallia Club Championships 1955 Cannes, Francia Singolare - Doppio                                    | Władysław Skonecki 3-6 6-3 2-6 6-2 6-3 | Budge Patty         |               |                     |
| 27 marzo  | Gallia Club Championships 1955 Cannes, Francia Singolare - Doppio                                    |                                        |                     |               |                     |
| 27 marzo  | Good Neighbor Tournament 1955 Miami Beach, USA Singolare - Doppio                                    | Tony Trabert 6-4 8-6 6-1               | Vic Seixas          |               |                     |
| 27 marzo  | Good Neighbor Tournament 1955 Miami Beach, USA Singolare - Doppio                                    |                                        |                     |               |                     |
| 27 marzo  | Queensland Bay Championships 1955 Redcliffe, Australia Singolare - Doppio                            | R. Brant 3-6 6-2 6-3                   | L. Thomson          |               |                     |
| 27 marzo  | Queensland Bay Championships 1955 Redcliffe, Australia Singolare - Doppio                            |                                        |                     |               |                     |

### Aprile
| Settimana | Torneo                                                                                   | Vincitore                                    | Finalista                   | Semifinalisti           | Eliminati ai quarti                                  |
| --------- | ---------------------------------------------------------------------------------------- | -------------------------------------------- | --------------------------- | ----------------------- | ---------------------------------------------------- |
| aprile    | South African Championships 1955 Johannesburg, Sudafrica Singolare - Doppio              | Russell Seymour 1-6 9-7 6-1 8-6              | Gordon Forbes               |                         |                                                      |
| aprile    | South African Championships 1955 Johannesburg, Sudafrica Singolare - Doppio              |                                              |                             |                         |                                                      |
| 2 aprile  | World Pro Championships 1955 Cleveland, USA Parquet indoor Singolare - Doppio            | Pancho Gonzales 21-16 19-21 21-8 20-22 21-19 | Pancho Segura               | Frank Kovacs Carl Earn  | Frank Parker Bobby Riggs Don Budge Fred Perry        |
| 2 aprile  | World Pro Championships 1955 Cleveland, USA Parquet indoor Singolare - Doppio            | Jack Kramer Pancho Segura 24-22 21-16 21-16  | Pancho Gonzales Don Budge   | Frank Kovacs Carl Earn  | Frank Parker Bobby Riggs Don Budge Fred Perry        |
| 3 aprile  | Riviera Championships 1955 Mentone, Francia Singolare - Doppio                           | Władysław Skonecki 6-1 6-1 6-3               | Paul Remy                   |                         |                                                      |
| 3 aprile  | Riviera Championships 1955 Mentone, Francia Singolare - Doppio                           |                                              |                             |                         |                                                      |
| 3 aprile  | Caribe Hilton Championships 1955 San Juan, Porto Rico Singolare - Doppio                 | Tony Trabert 8-6 5-7 5-7 7-5 6-2             | Vic Seixas                  |                         |                                                      |
| 3 aprile  | Caribe Hilton Championships 1955 San Juan, Porto Rico Singolare - Doppio                 |                                              |                             |                         |                                                      |
| 3 aprile  | Torneo di Wynnum 1955 Wynnum, Australia Singolare - Doppio                               | R. Brant 6-3 5-7 6-4                         | Barry Green                 |                         |                                                      |
| 3 aprile  | Torneo di Wynnum 1955 Wynnum, Australia Singolare - Doppio                               |                                              |                             |                         |                                                      |
| 9 aprile  | Roehampton Hard Court Championships 1955 Roehampton, Gran Bretagna Singolare - Doppio    | Tony Mottram 6-2 6-1                         | William Knight              |                         |                                                      |
| 9 aprile  | Roehampton Hard Court Championships 1955 Roehampton, Gran Bretagna Singolare - Doppio    |                                              |                             |                         |                                                      |
| 10 aprile | New England Championships 1955 Armidale, Australia Singolare - Doppio                    | Herringe 6-0 9-7                             | Lucas                       |                         |                                                      |
| 10 aprile | New England Championships 1955 Armidale, Australia Singolare - Doppio                    |                                              |                             |                         |                                                      |
| 10 aprile | Caribbean Championships 1955 Montego Bay, Giamaica Singolare - Doppio                    | Vic Seixas 13-11 6-4 6-3                     | Luis Ayala                  |                         |                                                      |
| 10 aprile | Caribbean Championships 1955 Montego Bay, Giamaica Singolare - Doppio                    |                                              |                             |                         |                                                      |
| 10 aprile | Eden Monaro Championships 1955 Queanbeyan, Australia Singolare - Doppio                  | Max Anderson 6-0 4-6 6-4                     | Louis Surville              |                         |                                                      |
| 10 aprile | Eden Monaro Championships 1955 Queanbeyan, Australia Singolare - Doppio                  |                                              |                             |                         |                                                      |
| 11 aprile | Torneo di Kingaroy 1955 Kingaroy, Australia Singolare - Doppio                           | Jim Irving 6-2 6-2                           | Ruddy                       |                         |                                                      |
| 11 aprile | Torneo di Kingaroy 1955 Kingaroy, Australia Singolare - Doppio                           |                                              |                             |                         |                                                      |
| 11 aprile | Monte Carlo Cup 1955 Monte Carlo, Monte Carlo Singolare - Doppio                         | Władysław Skonecki 6-4 6-2 8-6               | Budge Patty                 |                         |                                                      |
| 11 aprile | Monte Carlo Cup 1955 Monte Carlo, Monte Carlo Singolare - Doppio                         |                                              |                             |                         |                                                      |
| 11 aprile | Central Queensland Championships 1955 Rockhampton, Australia Singolare - Doppio          | Malcolm Anderson 6-3 6-8 6-4                 | Langford                    |                         |                                                      |
| 11 aprile | Central Queensland Championships 1955 Rockhampton, Australia Singolare - Doppio          |                                              |                             |                         |                                                      |
| 11 aprile | Darling Downs Championships 1955 Toowoomba, Australia Singolare - Doppio                 | Don Candy 6-0 7-5                            | Les Flanders                |                         |                                                      |
| 11 aprile | Darling Downs Championships 1955 Toowoomba, Australia Singolare - Doppio                 |                                              |                             |                         |                                                      |
| 12 aprile | Southport Hard Court Championships 1955 Southport, Gran Bretagna Singolare - Doppio      | J.A.T. Horn 2-6 7-5 6-4                      | Alan Mills                  |                         |                                                      |
| 12 aprile | Southport Hard Court Championships 1955 Southport, Gran Bretagna Singolare - Doppio      |                                              |                             |                         |                                                      |
| 13 aprile | Tally Ho! 1955 Birmingham, Gran Bretagna Singolare - Doppio                              | Robert Howe 5-7 6-3 6-4                      | Naresh Kumar                |                         |                                                      |
| 13 aprile | Tally Ho! 1955 Birmingham, Gran Bretagna Singolare - Doppio                              |                                              |                             |                         |                                                      |
| 13 aprile | Western Australian Championships 1955 Perth, Australia Singolare - Doppio                | Rex Hartwig 6-2 6-4 6-0                      | Clive Wilderspin            |                         |                                                      |
| 13 aprile | Western Australian Championships 1955 Perth, Australia Singolare - Doppio                |                                              |                             |                         |                                                      |
| 16 aprile | Cumberland Hard Court Championships 1955 Hampstead, Gran Bretagna Singolare - Doppio     | William Knight 1-6 6-4 6-2                   | Tony Mottram                |                         |                                                      |
| 16 aprile | Cumberland Hard Court Championships 1955 Hampstead, Gran Bretagna Singolare - Doppio     |                                              |                             |                         |                                                      |
| 16 aprile | Australian Hard Court Championships 1955 Launceston, Australia Singolare - Doppio        | Ken Rosewall 6-3 5-7 6-4 2-6 6-1             | Neale Fraser                |                         |                                                      |
| 16 aprile | Australian Hard Court Championships 1955 Launceston, Australia Singolare - Doppio        |                                              |                             |                         |                                                      |
| 17 aprile | Dallas Invitation 1955 Dallas, USA Singolare - Doppio                                    | Tony Trabert 6-3 6-2 7-5                     | Vic Seixas                  |                         |                                                      |
| 17 aprile | Dallas Invitation 1955 Dallas, USA Singolare - Doppio                                    |                                              |                             |                         |                                                      |
| 17 aprile | Nice Lawn Tennis Club Championships 1955 Nizza, Francia Singolare - Doppio               | Władysław Skonecki walkover                  | Jaroslav Drobný             |                         |                                                      |
| 17 aprile | Nice Lawn Tennis Club Championships 1955 Nizza, Francia Singolare - Doppio               |                                              |                             |                         |                                                      |
| 17 aprile | US Pro Clay Court Championships 1955 Fort Lauderdale, USA Terra rossa Singolare - Doppio | Don Budge 6-4 6-4 8-6                        | Bobby Riggs                 | Jerry Evert Jimmy Evert | Mitchell Gornto Thomas Byron Bruce Thomas Yvon Petra |
| 17 aprile | US Pro Clay Court Championships 1955 Fort Lauderdale, USA Terra rossa Singolare - Doppio | Don Budge Bobby Riggs 6-2 6-3 6-3            | Mitchell Gornto Jimmy Voigt | Jerry Evert Jimmy Evert | Mitchell Gornto Thomas Byron Bruce Thomas Yvon Petra |
| 23 aprile | Rothmans Connaught Championships 1955 Chingford, Gran Bretagna Singolare - Doppio        | Sven Davidson 6-4 6-1                        | Mike Davies                 |                         |                                                      |
| 23 aprile | Rothmans Connaught Championships 1955 Chingford, Gran Bretagna Singolare - Doppio        |                                              |                             |                         |                                                      |
| 23 aprile | Surrey Hard Court Championships 1955 Sutton, Gran Bretagna Singolare - Doppio            | Tony Mottram 6-0 6-4                         | Robert Howe                 |                         |                                                      |
| 23 aprile | Surrey Hard Court Championships 1955 Sutton, Gran Bretagna Singolare - Doppio            |                                              |                             |                         |                                                      |
| 24 aprile | Cannes Lawn Tennis Club Championships 1955 Cannes, Francia Singolare - Doppio            | Ubert Vincent 6-0 6-1 6-4                    | Peter Molloy                |                         |                                                      |
| 24 aprile | Cannes Lawn Tennis Club Championships 1955 Cannes, Francia Singolare - Doppio            |                                              |                             |                         |                                                      |
| 24 aprile | River Oaks International Tennis Tournament 1955 Houston, USA Singolare - Doppio          | Tony Trabert 6-0 6-1 6-4                     | Vic Seixas                  |                         |                                                      |
| 24 aprile | River Oaks International Tennis Tournament 1955 Houston, USA Singolare - Doppio          |                                              |                             |                         |                                                      |
| 24 aprile | Paris International Championships 1955 Parigi, Francia Singolare - Doppio                | Budge Patty 6-2 6-2 6-1                      | Mervyn Rose                 |                         |                                                      |
| 24 aprile | Paris International Championships 1955 Parigi, Francia Singolare - Doppio                |                                              |                             |                         |                                                      |
| 30 aprile | British Hard Court Championships 1955 Bournemouth, Gran Bretagna Singolare - Doppio      | Sven Davidson 11-9 6-3 6-1                   | Roger Becker                |                         |                                                      |
| 30 aprile | British Hard Court Championships 1955 Bournemouth, Gran Bretagna Singolare - Doppio      |                                              |                             |                         |                                                      |

### Maggio
| Settimana | Torneo                                                                                | Vincitore                                         | Finalista                         | Semifinalisti | Eliminati ai quarti |
| --------- | ------------------------------------------------------------------------------------- | ------------------------------------------------- | --------------------------------- | ------------- | ------------------- |
| 1º maggio | Torneo di Firenze 1955 Firenze, Italia Singolare - Doppio                             | Fausto Gardini 3-6 3-6 6-0 6-0 ritiro             | Giuseppe Merlo                    |               |                     |
| 1º maggio | Torneo di Firenze 1955 Firenze, Italia Singolare - Doppio                             |                                                   |                                   |               |                     |
| 2 maggio  | Far North Queensland Championships 1955 Cairns, Australia Singolare - Doppio          | Roy Emerson                                       | K. Turner                         |               |                     |
| 2 maggio  | Far North Queensland Championships 1955 Cairns, Australia Singolare - Doppio          |                                                   |                                   |               |                     |
| 2 maggio  | Granite Belt Championships 1955 Stanthorpe (Australia) Singolare - Doppio             | Richard Ogden 6-4 7-9 7-5                         | R. Brant                          |               |                     |
| 2 maggio  | Granite Belt Championships 1955 Stanthorpe (Australia) Singolare - Doppio             |                                                   |                                   |               |                     |
| 7 maggio  | London Hard Court Championships 1955 Hurlingham, Gran Bretagna Singolare - Doppio     | William Knight 7-5 6-2                            | Malcolm Anderson                  |               |                     |
| 7 maggio  | London Hard Court Championships 1955 Hurlingham, Gran Bretagna Singolare - Doppio     |                                                   |                                   |               |                     |
| 7 maggio  | Southern California Championships 1955 Los Angeles, USA Singolare - Doppio            | Tony Trabert 6-1 6-1 7-5                          | Gilbert Shea                      |               |                     |
| 7 maggio  | Southern California Championships 1955 Los Angeles, USA Singolare - Doppio            |                                                   |                                   |               |                     |
| 10 maggio | Internazionali d'Italia 1955 Roma, Italia Singolare - Doppio                          | Fausto Gardini 6-1 1-6 3-6 5-6 ritiro             | Giuseppe Merlo                    |               |                     |
| 10 maggio | Internazionali d'Italia 1955 Roma, Italia Singolare - Doppio                          | Arthur Larsen Enrique Morea 6-1, 6-4, 4-6, 7-5    | Nicola Pietrangeli Orlando Sirola |               |                     |
| 14 maggio | Guildford Hard Court Championships 1955 Guildford, Gran Bretagna Singolare - Doppio   | Malcolm Anderson 6-2 6-3                          | Mike Davies                       |               |                     |
| 14 maggio | Guildford Hard Court Championships 1955 Guildford, Gran Bretagna Singolare - Doppio   |                                                   |                                   |               |                     |
| 14 maggio | Torneo di Harrogate 1955 Harrogate, Gran Bretagna Singolare - Doppio                  | William Knight 6-2 6-0                            | Barrett                           |               |                     |
| 14 maggio | Torneo di Harrogate 1955 Harrogate, Gran Bretagna Singolare - Doppio                  |                                                   |                                   |               |                     |
| 14 maggio | Paddington Hard Court Championships 1955 Paddington, Gran Bretagna Singolare - Doppio | Arthur Gubb 7-5 6-4                               | Cedric H. Mason                   |               |                     |
| 14 maggio | Paddington Hard Court Championships 1955 Paddington, Gran Bretagna Singolare - Doppio |                                                   |                                   |               |                     |
| 15 maggio | Torneo Godò 1955 Barcellona, Spagna Singolare - Doppio                                | Arthur Larsen 7-5 3-6 7-5 2-6 6-4                 | Budge Patty                       |               |                     |
| 15 maggio | Torneo Godò 1955 Barcellona, Spagna Singolare - Doppio                                | Mervyn Rose George Worthington 6-2, 2-6, 6-2, 6-1 | Arthur Larsen Budge Patty         |               |                     |
| 21 maggio | Herga Lawn Tennis Club Championships 1955 Harrow, Gran Bretagna Singolare - Doppio    | Malcolm Anderson 3-6 6-3 6-3                      | Mike Davies                       |               |                     |
| 21 maggio | Herga Lawn Tennis Club Championships 1955 Harrow, Gran Bretagna Singolare - Doppio    |                                                   |                                   |               |                     |
| 21 maggio | Wiesbaden Championships 1955 Wiesbaden, Germania Singolare - Doppio                   | Nicola Pietrangeli 6-1 4-6 6-3 8-6                | Orlando Sirola                    |               |                     |
| 21 maggio | Wiesbaden Championships 1955 Wiesbaden, Germania Singolare - Doppio                   |                                                   |                                   |               |                     |
| 28 maggio | Torneo di Lytham St Annes 1955 Lytham St Annes, Gran Bretagna Singolare - Doppio      | Alan Mills 6-1 6-1                                | Riley                             |               |                     |
| 28 maggio | Torneo di Lytham St Annes 1955 Lytham St Annes, Gran Bretagna Singolare - Doppio      |                                                   |                                   |               |                     |
| 28 maggio | Surrey Championships 1955 Surbiton, Gran Bretagna Singolare - Doppio                  | Malcolm Anderson 6-3 6-4                          | Ramanathan Krishnan               |               |                     |
| 28 maggio | Surrey Championships 1955 Surbiton, Gran Bretagna Singolare - Doppio                  |                                                   |                                   |               |                     |
| 29 maggio | West Berlin Championships 1955 Berlino Ovest, Germania Singolare - Doppio             | Jaroslav Drobný 6-1 6-1 6-1                       | Hugh Stewart                      |               |                     |
| 29 maggio | West Berlin Championships 1955 Berlino Ovest, Germania Singolare - Doppio             |                                                   |                                   |               |                     |

### Giugno
| Settimana | Torneo                                                                          | Vincitore                                  | Finalista                         | Semifinalisti | Eliminati ai quarti |
| --------- | ------------------------------------------------------------------------------- | ------------------------------------------ | --------------------------------- | ------------- | ------------------- |
| 1º giugno | Glamorgan Championships 1955 Dinas Powis, Gran Bretagna Singolare - Doppio      | Cedric H. Mason 6-0 6-3                    | Ian Froman                        |               |                     |
| 1º giugno | Glamorgan Championships 1955 Dinas Powis, Gran Bretagna Singolare - Doppio      |                                            |                                   |               |                     |
| 1º giugno | The Priory 1955 Birmingham, Gran Bretagna Singolare - Doppio                    | Tony Pickard 6-2 6-2`                      | Khawaja Saeed                     |               |                     |
| 1º giugno | The Priory 1955 Birmingham, Gran Bretagna Singolare - Doppio                    |                                            |                                   |               |                     |
| 4 giugno  | Torneo di Cheltenham 1955 Cheltenham, Gran Bretagna Singolare - Doppio          | Malcolm Fox 7-5 6-1                        | Cedric H. Mason                   |               |                     |
| 4 giugno  | Torneo di Cheltenham 1955 Cheltenham, Gran Bretagna Singolare - Doppio          |                                            |                                   |               |                     |
| 5 giugno  | Belgium International Championships 1955 Bruxelles, Belgio Singolare - Doppio   | Mervyn Rose 7-5 6-1                        | Philippe Washer                   |               |                     |
| 5 giugno  | Belgium International Championships 1955 Bruxelles, Belgio Singolare - Doppio   |                                            |                                   |               |                     |
| 5 giugno  | Northern Championships 1955 Manchester, Gran Bretagna Singolare - Doppio        | Hugh Stewart 6-4 3-6 6-1                   | Roger Becker                      |               |                     |
| 5 giugno  | Northern Championships 1955 Manchester, Gran Bretagna Singolare - Doppio        |                                            |                                   |               |                     |
| 5 giugno  | Internazionali di Francia 1955 Parigi, Francia Singolare - Doppio               | Tony Trabert 2-6 6-1 6-4 6-2               | Sven Davidson                     |               |                     |
| 5 giugno  | Internazionali di Francia 1955 Parigi, Francia Singolare - Doppio               | Vic Seixas Tony Trabert 6-1, 4-6, 6-2, 6-4 | Nicola Pietrangeli Orlando Sirola |               |                     |
| 5 giugno  | Triple A Championships 1955 Saint Louis, USA Singolare - Doppio                 | Dick Savitt 4-6 6-3 6-3                    | Bernard Tut Bartzen               |               |                     |
| 5 giugno  | Triple A Championships 1955 Saint Louis, USA Singolare - Doppio                 |                                            |                                   |               |                     |
| 11 giugno | Kent Championships 1955 Beckenham, Gran Bretagna Singolare - Doppio             | Tony Trabert 6-4 6-2                       | Herbert Flam                      |               |                     |
| 11 giugno | Kent Championships 1955 Beckenham, Gran Bretagna Singolare - Doppio             |                                            |                                   |               |                     |
| 11 giugno | West of England Championships 1955 Bristol, Gran Bretagna Singolare - Doppio    | Enrique Morea 2-6 10-8 6-2 6-2             | Sidney Schwartz                   |               |                     |
| 11 giugno | West of England Championships 1955 Bristol, Gran Bretagna Singolare - Doppio    |                                            |                                   |               |                     |
| 11 giugno | Blue and Gray Invitation 1955 Montgomery, USA Singolare - Doppio                | Eddie Moylan 3-6 6-2 6-2 15-13             | Allen Morris                      |               |                     |
| 11 giugno | Blue and Gray Invitation 1955 Montgomery, USA Singolare - Doppio                |                                            |                                   |               |                     |
| 13 giugno | Victorian Hard Court Championships 1955 Melbourne, Australia Singolare - Doppio | John Fraser 3-6 7-5 6-3                    | Brian Tobin                       |               |                     |
| 13 giugno | Victorian Hard Court Championships 1955 Melbourne, Australia Singolare - Doppio |                                            |                                   |               |                     |
| 13 giugno | Southern Downs Championships 1955 Warwick, Australia Singolare - Doppio         | P. Gaydon 6-3 6-0                          | Barry Green                       |               |                     |
| 13 giugno | Southern Downs Championships 1955 Warwick, Australia Singolare - Doppio         |                                            |                                   |               |                     |
| 18 giugno | Queen's Club Championships 1955 Londra, Gran Bretagna Singolare - Doppio        | Ken Rosewall 6-2 6-3                       | Lew Hoad                          |               |                     |
| 18 giugno | Queen's Club Championships 1955 Londra, Gran Bretagna Singolare - Doppio        |                                            |                                   |               |                     |
| 19 giugno | Southern Championships 1955 Atlanta, USA Singolare - Doppio                     | Eddie Moylan 7-5 6-3 6-0                   | Allen Morris                      |               |                     |
| 19 giugno | Southern Championships 1955 Atlanta, USA Singolare - Doppio                     |                                            |                                   |               |                     |
| 21 giugno | Torneo di Sutton Coldfield 1955 Sutton, Gran Bretagna Singolare - Doppio        | Bill Gilmour 4-6 7-5 6-3                   | Tony Mottram                      |               |                     |
| 21 giugno | Torneo di Sutton Coldfield 1955 Sutton, Gran Bretagna Singolare - Doppio        |                                            |                                   |               |                     |
| 25 giugno | National Collegiate Championships 1955 Chapel Hill, USA Singolare - Doppio      | Jose Aguero                                | William Quillan                   |               |                     |
| 25 giugno | National Collegiate Championships 1955 Chapel Hill, USA Singolare - Doppio      |                                            |                                   |               |                     |
| 26 giugno | New Jersey State Championships 1955 East Orange, USA Singolare - Doppio         | Eddie Moylan 6-4 6-0 6-3                   | William Lurie                     |               |                     |
| 26 giugno | New Jersey State Championships 1955 East Orange, USA Singolare - Doppio         |                                            |                                   |               |                     |
| 26 giugno | Southwestern Championships 1955 Little Rock, USA Singolare - Doppio             | Bernard Tut Bartzen 6-1 7-5 6-2            | Whitney Reed                      |               |                     |
| 26 giugno | Southwestern Championships 1955 Little Rock, USA Singolare - Doppio             |                                            |                                   |               |                     |

### Luglio
| Settimana | Torneo                                                                                  | Vincitore                                 | Finalista                   | Semifinalisti                   | Eliminati ai quarti                                |
| --------- | --------------------------------------------------------------------------------------- | ----------------------------------------- | --------------------------- | ------------------------------- | -------------------------------------------------- |
| luglio    | Natal Championships 1955 Durban, Sudafrica Singolare - Doppio                           | Syndey Levy 1-6 5-7 6-1 6-2 6-3           | Bryan Woodroffe             |                                 |                                                    |
| luglio    | Natal Championships 1955 Durban, Sudafrica Singolare - Doppio                           |                                           |                             |                                 |                                                    |
| luglio    | Austrian International Championships 1955 Vienna, Austria Singolare - Doppio            | Władysław Skonecki 6-3 6-2 3-6 6-3        | Luis Ayala                  |                                 |                                                    |
| luglio    | Austrian International Championships 1955 Vienna, Austria Singolare - Doppio            |                                           |                             |                                 |                                                    |
| 2 luglio  | Torneo di Wimbledon 1955 Londra, Gran Bretagna Singolare - Doppio                       | Tony Trabert 6-3 7-5 6-1                  | Kurt Nielsen                |                                 |                                                    |
| 2 luglio  | Torneo di Wimbledon 1955 Londra, Gran Bretagna Singolare - Doppio                       | Rex Hartwig Lew Hoad 7-5, 6-4, 6-3        | Neale Fraser Ken Rosewall   |                                 |                                                    |
| 2 luglio  | Torneo di Winfield 1955 Winfield, USA Singolare - Doppio                                | Bernard Tut Bartzen                       | Whitney Reed                |                                 |                                                    |
| 2 luglio  | Torneo di Winfield 1955 Winfield, USA Singolare - Doppio                                |                                           |                             |                                 |                                                    |
| 9 luglio  | Irish Championships 1955 Dublino, Irlanda Singolare - Doppio                            | Hugh Stewart 6-4 3-6 6-1 13-11            | Robert Howe                 |                                 |                                                    |
| 9 luglio  | Irish Championships 1955 Dublino, Irlanda Singolare - Doppio                            |                                           |                             |                                 |                                                    |
| 9 luglio  | Midland Counties Championships 1955 Edgbaston, Gran Bretagna Singolare - Doppio         | Jaroslav Drobný 7-5 4-6 6-4               | Arthur Larsen               |                                 |                                                    |
| 9 luglio  | Midland Counties Championships 1955 Edgbaston, Gran Bretagna Singolare - Doppio         |                                           |                             |                                 |                                                    |
| 9 luglio  | Torneo di Harpenden 1955 Harpenden, Gran Bretagna Singolare - Doppio                    | George Worthington 1-6 6-0 6-3            | Frederick Kipping           |                                 |                                                    |
| 9 luglio  | Torneo di Harpenden 1955 Harpenden, Gran Bretagna Singolare - Doppio                    |                                           |                             |                                 |                                                    |
| 9 luglio  | Nottinghamshire Championships 1955 Nottingham, Gran Bretagna Singolare - Doppio         | Malcolm Anderson 8-6 6-4 6-4              | Naresh Kumar                |                                 |                                                    |
| 9 luglio  | Nottinghamshire Championships 1955 Nottingham, Gran Bretagna Singolare - Doppio         |                                           |                             |                                 |                                                    |
| 9 luglio  | Durham Championships 1955 Sunderland, Gran Bretagna Singolare - Doppio                  | Ramanathan Krishnan 6-4 6-3               | Tony Mottram                |                                 |                                                    |
| 9 luglio  | Durham Championships 1955 Sunderland, Gran Bretagna Singolare - Doppio                  |                                           |                             |                                 |                                                    |
| 10 luglio | Swedish International Hard Court Championships 1955 Båstad, Svezia Singolare - Doppio   | Ham Richardson 4-6 6-2 6-4 6-2            | Mervyn Rose                 |                                 |                                                    |
| 10 luglio | Swedish International Hard Court Championships 1955 Båstad, Svezia Singolare - Doppio   |                                           |                             |                                 |                                                    |
| 10 luglio | Tri-State Championships 1955 (Western Championships) Cincinnati, USA Singolare - Doppio | Bernard Tut Bartzen 7-9 11-9 6-4          | Tony Trabert                |                                 |                                                    |
| 10 luglio | Tri-State Championships 1955 (Western Championships) Cincinnati, USA Singolare - Doppio |                                           |                             |                                 |                                                    |
| 10 luglio | New York State Championships 1955 Hartsdale, USA Singolare - Doppio                     | Eddie Moylan 6-2 6-4 0-1                  | William Tully               |                                 |                                                    |
| 10 luglio | New York State Championships 1955 Hartsdale, USA Singolare - Doppio                     |                                           |                             |                                 |                                                    |
| 16 luglio | U.S. Men's Clay Court Championships 1955 Atlanta, USA Singolare - Doppio                | Tony Trabert 10-8 6-1 6-4                 | Bernard Tut Bartzen         |                                 |                                                    |
| 16 luglio | U.S. Men's Clay Court Championships 1955 Atlanta, USA Singolare - Doppio                | Hamilton Richardson Tony Trabert          |                             |                                 |                                                    |
| 16 luglio | Essex Championships 1955 Frinton, Gran Bretagna Singolare - Doppio                      | Robert Howe 3-6 6-3 6-4                   | George Worthington          |                                 |                                                    |
| 16 luglio | Essex Championships 1955 Frinton, Gran Bretagna Singolare - Doppio                      |                                           |                             |                                 |                                                    |
| 16 luglio | Swiss International Championships 1955 Gstaad, Svizzera Singolare - Doppio              | Arthur Larsen 6-4 2-6 6-2 6-2             | Enrique Morea               |                                 |                                                    |
| 16 luglio | Swiss International Championships 1955 Gstaad, Svizzera Singolare - Doppio              |                                           |                             |                                 |                                                    |
| 16 luglio | Torneo di Hoylake & West Kirby 1955 Hoylake, Gran Bretagna Singolare - Doppio           | Gerald D. Oakley 7-5 5-7 6-3              | Colin Hannam                |                                 |                                                    |
| 16 luglio | Torneo di Hoylake & West Kirby 1955 Hoylake, Gran Bretagna Singolare - Doppio           |                                           |                             |                                 |                                                    |
| 16 luglio | Welsh Championships 1955 Newport, Gran Bretagna Singolare - Doppio                      | Owen Williams 6-3 6-2                     | Trevor Fancutt              |                                 |                                                    |
| 16 luglio | Welsh Championships 1955 Newport, Gran Bretagna Singolare - Doppio                      |                                           |                             |                                 |                                                    |
| 17 luglio | Düsseldorf Championships 1955 Düsseldorf, Germania Singolare - Doppio                   | Jaroslav Drobný 6-2 6-0 6-3               | Mervyn Rose                 |                                 |                                                    |
| 17 luglio | Düsseldorf Championships 1955 Düsseldorf, Germania Singolare - Doppio                   |                                           |                             |                                 |                                                    |
| 17 luglio | South Queensland Championships 1955 Ipswich, Australia Singolare - Doppio               | Roy Emerson 6-2 9-7                       | Les Flanders                |                                 |                                                    |
| 17 luglio | South Queensland Championships 1955 Ipswich, Australia Singolare - Doppio               |                                           |                             |                                 |                                                    |
| 19 luglio | Torneo di Le Touquet 1955 Le Touquet, Francia Singolare - Doppio                        | Budge Patty 6-1 6-3 6-4                   | Bob Perry                   |                                 |                                                    |
| 19 luglio | Torneo di Le Touquet 1955 Le Touquet, Francia Singolare - Doppio                        |                                           |                             |                                 |                                                    |
| 24 luglio | Torneo di Erlanger 1955 Erlanger, Germania Singolare - Doppio                           | Jaroslav Drobný 6-2 6-2 6-1               | Jack Arkinstall             |                                 |                                                    |
| 24 luglio | Torneo di Erlanger 1955 Erlanger, Germania Singolare - Doppio                           |                                           |                             |                                 |                                                    |
| 24 luglio | Pennsylvania Lawn Tennis Championship 1955 Haverford, USA Singolare - Doppio            | Tony Trabert 6-1 6-2 6-3                  | Vic Seixas                  |                                 |                                                    |
| 24 luglio | Pennsylvania Lawn Tennis Championship 1955 Haverford, USA Singolare - Doppio            |                                           |                             |                                 |                                                    |
| 30 luglio | Torneo di Fraserburgh 1955 Fraserburgh, Gran Bretagna Singolare - Doppio                | Arthur D. Marshall 6-2 6-4                | Bruce S. Francis            |                                 |                                                    |
| 30 luglio | Torneo di Fraserburgh 1955 Fraserburgh, Gran Bretagna Singolare - Doppio                |                                           |                             |                                 |                                                    |
| 30 luglio | Northumberland Championships 1955 Newcastle, Gran Bretagna Singolare - Doppio           | Malcolm Anderson 4-6 6-0 6-4              | Cedric H. Mason             |                                 |                                                    |
| 30 luglio | Northumberland Championships 1955 Newcastle, Gran Bretagna Singolare - Doppio           |                                           |                             |                                 |                                                    |
| 30 luglio | Slazenger Pro Championships 1955 Scarborough, Gran Bretagna Erba Singolare - Doppio     | Pancho Gonzales 6-2 7-5 8-6               | Pancho Segura               | Kenneth McGregor Peter Cawthorn | Bill Moss Paddy Roberts Jan de Mos Jacques Iemetti |
| 30 luglio | Slazenger Pro Championships 1955 Scarborough, Gran Bretagna Erba Singolare - Doppio     | Pancho Gonzales Pancho Segura 7-5 6-2 6-3 | Fred Perry Kenneth McGregor | Kenneth McGregor Peter Cawthorn | Bill Moss Paddy Roberts Jan de Mos Jacques Iemetti |
| 30 luglio | Southampton Invitation 1955 Southampton, USA Singolare - Doppio                         | Eddie Moylan 6-3 2-6 2-6 8-6 1-0 ritiro   | Tony Trabert                |                                 |                                                    |
| 30 luglio | Southampton Invitation 1955 Southampton, USA Singolare - Doppio                         |                                           |                             |                                 |                                                    |
| 30 luglio | Torneo di Tunbridge Wells 1955 Tunbridge Wells, Gran Bretagna Singolare - Doppio        | Bill Gilmour 6-1 6-2                      | John M. Melhuish            |                                 |                                                    |
| 30 luglio | Torneo di Tunbridge Wells 1955 Tunbridge Wells, Gran Bretagna Singolare - Doppio        |                                           |                             |                                 |                                                    |

### Agosto
| Settimana | Torneo                                                                                 | Vincitore                                          | Finalista                             | Semifinalisti | Eliminati ai quarti |
| --------- | -------------------------------------------------------------------------------------- | -------------------------------------------------- | ------------------------------------- | ------------- | ------------------- |
| 6 agosto  | Torneo di Hull 1955 Hull, Gran Bretagna Singolare - Doppio                             | Ivor J. Warwick 6-4 6-1                            | Arthur Gubb                           |               |                     |
| 6 agosto  | Torneo di Hull 1955 Hull, Gran Bretagna Singolare - Doppio                             |                                                    |                                       |               |                     |
| 6 agosto  | Carmarthenshire Championships 1955 Llanelly, Gran Bretagna Singolare - Doppio          | Colin Hannam 6-4 6-3                               | Arthur D. Marshall                    |               |                     |
| 6 agosto  | Carmarthenshire Championships 1955 Llanelly, Gran Bretagna Singolare - Doppio          |                                                    |                                       |               |                     |
| 8 agosto  | German Championships 1955 Amburgo, Germania Singolare - Doppio                         | Arthur Larsen 3-6 6-3 7-5 6-8 6-2                  | Władysław Skonecki                    |               |                     |
| 8 agosto  | German Championships 1955 Amburgo, Germania Singolare - Doppio                         |                                                    |                                       |               |                     |
| 8 agosto  | Intermountain Championships 1955 Salt Lake City, USA Singolare - Doppio                | Gardnar Mulloy 7-5 6-1 6-4                         | Linn Rockwood                         |               |                     |
| 8 agosto  | Intermountain Championships 1955 Salt Lake City, USA Singolare - Doppio                |                                                    |                                       |               |                     |
| 8 agosto  | Eastern Grass Court Championships 1955 South Orange, USA Singolare - Doppio            | Sam Giammalva 6-2 3-6 11-9 9-7                     | Gilbert Shea                          |               |                     |
| 8 agosto  | Eastern Grass Court Championships 1955 South Orange, USA Singolare - Doppio            |                                                    |                                       |               |                     |
| 13 agosto | British Pro Championships 1955 Eastbourne, Gran Bretagna Singolare - Doppio            | Donald Tregonning 7-5 6-3 6-4                      | Arthur Gordon Roberts                 |               |                     |
| 13 agosto | British Pro Championships 1955 Eastbourne, Gran Bretagna Singolare - Doppio            | Arthur Gordon Roberts Bill Moss 8-6 6-4 2-2 ritiro | Donald Tregonning D. Potter           |               |                     |
| 14 agosto | Brumana International 1955 Brummana, Libano Singolare - Doppio                         | Jaroslav Drobný 6-3 6-4 5-7 7-5                    | Luis Ayala                            |               |                     |
| 14 agosto | Brumana International 1955 Brummana, Libano Singolare - Doppio                         |                                                    |                                       |               |                     |
| 15 agosto | Bavarian Championships 1955 Monaco di Baviera, Germania Singolare - Doppio             | Budge Patty 6-3 6-3 6-3                            | Arthur Larsen                         |               |                     |
| 15 agosto | Bavarian Championships 1955 Monaco di Baviera, Germania Singolare - Doppio             |                                                    |                                       |               |                     |
| 15 agosto | Newport Casino Trophy 1955 Newport, USA Singolare - Doppio                             | Ham Richardson 6-4 6-2 6-2                         | Herbert Flam                          |               |                     |
| 15 agosto | Newport Casino Trophy 1955 Newport, USA Singolare - Doppio                             |                                                    |                                       |               |                     |
| 15 agosto | Canadian Championships 1955 Québec, Canada Singolare - Doppio                          | Robert Bedard 87 6-2 6-1                           | Henri Rochon                          |               |                     |
| 15 agosto | Canadian Championships 1955 Québec, Canada Singolare - Doppio                          | Robert Bédard Don Fontana 6-4, 8-6, 6-4            | Monterealer Larry Barclay Paul Willey |               |                     |
| 20 agosto | North of England Championships 1955 Scarborough, Gran Bretagna Singolare - Doppio      | Sven Davidson 4-6 6-0 8-6 6-0                      | William Knight                        |               |                     |
| 20 agosto | North of England Championships 1955 Scarborough, Gran Bretagna Singolare - Doppio      |                                                    |                                       |               |                     |
| 23 agosto | Ostend Pro Championships 1955 Ostenda, Belgio Terra rossa Singolare                    | Pancho Gonzales Round Robin                        | Pancho Segura Ken McGregor Fred Perry |               |                     |
| 27 agosto | Torneo di Budleigh Salterton 1955 Budleigh Salterton, Gran Bretagna Singolare - Doppio | John Ager 7-5 6-4                                  | Arthur Gubb                           |               |                     |
| 27 agosto | Torneo di Budleigh Salterton 1955 Budleigh Salterton, Gran Bretagna Singolare - Doppio |                                                    |                                       |               |                     |
| 28 agosto | Torneo di Gympie 1955 Gympie, Australia Singolare - Doppio                             | Les Flanders 6-1 4-6 6-2                           | Langford                              |               |                     |
| 28 agosto | Torneo di Gympie 1955 Gympie, Australia Singolare - Doppio                             |                                                    |                                       |               |                     |
| 28 agosto | Istanbul International Championships 1955 Istanbul, Turchia Singolare - Doppio         | Sven Davidson 8-6 6-0 4-6 6-1                      | Mervyn Rose                           |               |                     |
| 28 agosto | Istanbul International Championships 1955 Istanbul, Turchia Singolare - Doppio         |                                                    |                                       |               |                     |

### Settembre
| Settimana    | Torneo                                                                                 | Vincitore                                         | Finalista                 | Semifinalisti | Eliminati ai quarti |
| ------------ | -------------------------------------------------------------------------------------- | ------------------------------------------------- | ------------------------- | ------------- | ------------------- |
| settembre    | River Plate Championships 1955 Buenos Aires, Argentina Singolare - Doppio              | Salvador Soriano 6-4 4-6 6-0 6-3                  | Eduardo Prado             |               |                     |
| settembre    | River Plate Championships 1955 Buenos Aires, Argentina Singolare - Doppio              |                                                   |                           |               |                     |
| settembre    | Southern Transvaal Championships 1955 Johannesburg, Sudafrica Singolare - Doppio       | Eric Sturgess 6-2 6-4 6-3                         | Gordon Forbes             |               |                     |
| settembre    | Southern Transvaal Championships 1955 Johannesburg, Sudafrica Singolare - Doppio       |                                                   |                           |               |                     |
| 3 settembre  | Torneo di Lee-on-Solent 1955 Lee-on-the-Solent, Gran Bretagna Singolare - Doppio       | Arthur Gubb 6-4 6-1                               | Ivor J. Warwick           |               |                     |
| 3 settembre  | Torneo di Lee-on-Solent 1955 Lee-on-the-Solent, Gran Bretagna Singolare - Doppio       |                                                   |                           |               |                     |
| 4 settembre  | Eastern Mediterranean Championships 1955 Atene, Grecia Singolare - Doppio              | Sven Davidson 6-3 6-2 6-3                         | Mervyn Rose               |               |                     |
| 4 settembre  | Eastern Mediterranean Championships 1955 Atene, Grecia Singolare - Doppio              |                                                   |                           |               |                     |
| 4 settembre  | Torneo di Baden-Baden 1955 Baden Baden, Germania Singolare - Doppio                    | Budge Patty 6-1 8-6 6-1                           | Fausto Gardini            |               |                     |
| 4 settembre  | Torneo di Baden-Baden 1955 Baden Baden, Germania Singolare - Doppio                    |                                                   |                           |               |                     |
| 4 settembre  | Westchester Country Club Championships 1955 Rye, USA Singolare - Doppio                | Herbert Flam 6-3 6-4                              | Sidney Schwartz           |               |                     |
| 4 settembre  | Westchester Country Club Championships 1955 Rye, USA Singolare - Doppio                |                                                   |                           |               |                     |
| 4 settembre  | Sydney Metropolitan Hard Court Championships 1955 Sydney, Australia Singolare - Doppio | Don Candy 6-4 6-2                                 | Warren Woodcock           |               |                     |
| 4 settembre  | Sydney Metropolitan Hard Court Championships 1955 Sydney, Australia Singolare - Doppio |                                                   |                           |               |                     |
| 12 settembre | Perth Amboy Invitation 1955 Perth Amboy, USA Singolare - Doppio                        | Eddie Moylan                                      | non conosciuta (bandiera) |               |                     |
| 12 settembre | Perth Amboy Invitation 1955 Perth Amboy, USA Singolare - Doppio                        |                                                   |                           |               |                     |
| 13 settembre | South of England Championships 1955 Eastbourne, Gran Bretagna Singolare - Doppio       | Geoffrey Paish 6-4 6-4                            | Mike Davies               |               |                     |
| 13 settembre | South of England Championships 1955 Eastbourne, Gran Bretagna Singolare - Doppio       |                                                   |                           |               |                     |
| 14 settembre | U.S. National Championships 1955 New York, USA Singolare - Doppio                      | Tony Trabert 9-7 6-3 6-3                          | Ken Rosewall              |               |                     |
| 14 settembre | U.S. National Championships 1955 New York, USA Singolare - Doppio                      | Kosei Kamo Atsushi Miyagi 6-3, 6-3, 3-6, 1-6, 6-4 | Gerald Moss Bill Quillian |               |                     |
| 24 settembre | Highland Championships 1955 Pitlochry, Gran Bretagna Singolare - Doppio                | B. Ford 6-1 6-2                                   | J.J. Carmichael           |               |                     |
| 24 settembre | Highland Championships 1955 Pitlochry, Gran Bretagna Singolare - Doppio                |                                                   |                           |               |                     |
| 25 settembre | Yugoslavia International Championships 1955 Zagabria, Jugoslavia Singolare - Doppio    | Jack Arkinstall 6-1 6-0 6-2                       | Jozef Piatek              |               |                     |
| 25 settembre | Yugoslavia International Championships 1955 Zagabria, Jugoslavia Singolare - Doppio    |                                                   |                           |               |                     |
| 26 settembre | Pacific Southwest Championships 1955 Los Angeles, USA Singolare - Doppio               | Tony Trabert 6-1 6-4 6-2                          | Herbert Flam              |               |                     |
| 26 settembre | Pacific Southwest Championships 1955 Los Angeles, USA Singolare - Doppio               |                                                   |                           |               |                     |
| 26 settembre | Coupe Porée 1955 Parigi, Francia Singolare - Doppio                                    | Jaroslav Drobný 3-6 6-4 5-7 6-0 7-5               | Luis Ayala                |               |                     |
| 26 settembre | Coupe Porée 1955 Parigi, Francia Singolare - Doppio                                    |                                                   |                           |               |                     |

### Ottobre
| Settimana  | Torneo                                                                                      | Vincitore                           | Finalista                    | Semifinalisti | Eliminati ai quarti |
| ---------- | ------------------------------------------------------------------------------------------- | ----------------------------------- | ---------------------------- | ------------- | ------------------- |
| ottobre    | OFS Championships 1955 Bloemfontein, Sudafrica Singolare - Doppio                           | du Toit 6-3 6-2 9-7                 | Gaetan Koenig                |               |                     |
| ottobre    | OFS Championships 1955 Bloemfontein, Sudafrica Singolare - Doppio                           |                                     |                              |               |                     |
| ottobre    | Florida Closed Championships 1955 Delray Beach, USA Singolare - Doppio                      | Albert Harum 6-4 6-4 4-6 3-6 6-3    | David Harum                  |               |                     |
| ottobre    | Florida Closed Championships 1955 Delray Beach, USA Singolare - Doppio                      |                                     |                              |               |                     |
| 3 ottobre  | ACT Championships 1955 Canberra, Australia Singolare - Doppio                               | Roy Emerson 6-0 6-4                 | Warren Woodcock              |               |                     |
| 3 ottobre  | ACT Championships 1955 Canberra, Australia Singolare - Doppio                               |                                     |                              |               |                     |
| 3 ottobre  | Torneo di Pau 1955 Pau, Francia Singolare - Doppio                                          | Jaroslav Drobný 6-4 6-4 6-4         | Budge Patty                  |               |                     |
| 3 ottobre  | Torneo di Pau 1955 Pau, Francia Singolare - Doppio                                          |                                     |                              |               |                     |
| 3 ottobre  | Pacific Coast Championships 1955 San Francisco, USA Singolare - Doppio                      | Tony Trabert 4-6 6-3 6-4 7-5        | Vic Seixas                   |               |                     |
| 3 ottobre  | Pacific Coast Championships 1955 San Francisco, USA Singolare - Doppio                      | Tony Trabert Vic Seixas 6-3, 6-4    | Enrique Morea Roger Becker   |               |                     |
| 3 ottobre  | French Pro Closed Championships 1955 Parigi, Francia Singolare - Doppio                     | Jacques Iemetti 6-3 4-6 3-6 6-4 6-4 | Robert Colin                 |               |                     |
| 3 ottobre  | French Pro Closed Championships 1955 Parigi, Francia Singolare - Doppio                     |                                     |                              |               |                     |
| 5 ottobre  | USPLTA Fall Championships 1955 Woodside, USA Singolare - Doppio                             | Gene Garrett 6-2 6-2                | Vini Rurac                   |               |                     |
| 5 ottobre  | USPLTA Fall Championships 1955 Woodside, USA Singolare - Doppio                             | Vini Rurac Bobby Riggs 6-8 6-4 6-1  | Gene Garrett Leonard Hartman |               |                     |
| 8 ottobre  | British Covered Court Championships 1955 Londra, Gran Bretagna Singolare - Doppio           | Władysław Skonecki 5-7 7-5 6-4 9-7  | William Knight               |               |                     |
| 8 ottobre  | British Covered Court Championships 1955 Londra, Gran Bretagna Singolare - Doppio           |                                     |                              |               |                     |
| 15 ottobre | Cromer Covered Court Championships 1955 Cromer, Gran Bretagna Singolare - Doppio            | Władysław Skonecki 6-3 5-7 6-3      | Robert Howe                  |               |                     |
| 15 ottobre | Cromer Covered Court Championships 1955 Cromer, Gran Bretagna Singolare - Doppio            |                                     |                              |               |                     |
| 15 ottobre | Pan American International Championships 1955 Città del Messico, Messico Singolare - Doppio | Arthur Larsen 6-4 8-6 10-12 6-4     | Mario Llamas                 |               |                     |
| 15 ottobre | Pan American International Championships 1955 Città del Messico, Messico Singolare - Doppio |                                     |                              |               |                     |
| 16 ottobre | South Coast Championships 1955 Southport, Australia Singolare - Doppio                      | Les Flanders 6-4 6-4                | Rod Laver                    |               |                     |
| 16 ottobre | South Coast Championships 1955 Southport, Australia Singolare - Doppio                      |                                     |                              |               |                     |
| 16 ottobre | Sydney Metropolitan Grass Court Championships 1955 Sydney, Australia Singolare - Doppio     | Mervyn Rose 6-0 2-6 6-4             | Don Candy                    |               |                     |
| 16 ottobre | Sydney Metropolitan Grass Court Championships 1955 Sydney, Australia Singolare - Doppio     |                                     |                              |               |                     |
| 23 ottobre | Queensland Hard Court Championships 1955 Nambour, Australia Singolare - Doppio              | Roy Emerson 7-5 6-1                 | Neale Fraser                 |               |                     |
| 23 ottobre | Queensland Hard Court Championships 1955 Nambour, Australia Singolare - Doppio              |                                     |                              |               |                     |

### Novembre
| Settimana   | Torneo                                                                                  | Vincitore                                 | Finalista                 | Semifinalisti              | Eliminati ai quarti                                  |
| ----------- | --------------------------------------------------------------------------------------- | ----------------------------------------- | ------------------------- | -------------------------- | ---------------------------------------------------- |
| Novembre    | Brazil International Championships 1955 Rio de Janeiro, Brasile Singolare - Doppio      | Luis Ayala 6-3 6-3 8-6                    | Enrique Morea             |                            |                                                      |
| Novembre    | Brazil International Championships 1955 Rio de Janeiro, Brasile Singolare - Doppio      |                                           |                           |                            |                                                      |
| 5 novembre  | Queensland Championships 1955 Brisbane, Australia Singolare - Doppio                    | Ken Rosewall 6-8 6-4 6-4 6-4              | Ashley Cooper             |                            |                                                      |
| 5 novembre  | Queensland Championships 1955 Brisbane, Australia Singolare - Doppio                    |                                           |                           |                            |                                                      |
| 5 novembre  | Palace Hotel Covered Court Championships 1955 Torquay, Gran Bretagna Singolare - Doppio | Robert Howe 6-3 2-6 6-4                   | Roger Becker              |                            |                                                      |
| 5 novembre  | Palace Hotel Covered Court Championships 1955 Torquay, Gran Bretagna Singolare - Doppio |                                           |                           |                            |                                                      |
| 13 novembre | Chile International Championships 1955 Santiago, Cile Singolare - Doppio                | Luis Ayala 6-4 3-6 7-5 6-4                | Sven Davidson             |                            |                                                      |
| 13 novembre | Chile International Championships 1955 Santiago, Cile Singolare - Doppio                |                                           |                           |                            |                                                      |
| 13 novembre | US Pro Hard Court Championships 1955 Los Angeles, USA Cemento Singolare - Doppio        | Pancho Gonzales 21-19 6-3 6-4             | Pancho Segura             | Bobby Riggs Bob Rogers     | George Andrew Toley Sam Match Carl Earn Frank Kovacs |
| 13 novembre | US Pro Hard Court Championships 1955 Los Angeles, USA Cemento Singolare - Doppio        | Pancho Gonzales Pancho Segura 7-5 6-0 6-2 | Johnny Faunce Bobby Riggs | Bobby Riggs Bob Rogers     | George Andrew Toley Sam Match Carl Earn Frank Kovacs |
| 14 novembre | Coupe Albert Canet 1955 Parigi, Francia Singolare - Doppio                              | Budge Patty 6-1 6-3 3-6 6-4               | Torsten Johansson         |                            |                                                      |
| 14 novembre | Coupe Albert Canet 1955 Parigi, Francia Singolare - Doppio                              |                                           |                           |                            |                                                      |
| 19 novembre | New South Wales Championships 1955 Sydney, Australia Singolare - Doppio                 | Lew Hoad 6-2, 6-3, 2-6, 6-1               | Ken Rosewall              | Ashley Cooper Neale Fraser | Malcolm Anderson Don Candy Mervyn Rose Roy Emerson   |
| 19 novembre | New South Wales Championships 1955 Sydney, Australia Singolare - Doppio                 | Lew Hoad Ken Rosewall 5-7, 9-7, 6-1, 6-2  | Mervyn Rose Don Candy     | Ashley Cooper Neale Fraser | Malcolm Anderson Don Candy Mervyn Rose Roy Emerson   |
| 26 novembre | Argentina International Championships 1955 Buenos Aires, Argentina Singolare - Doppio   | Luis Ayala 6-2 6-4 0-6 6-0                | Arthur Larsen             |                            |                                                      |
| 26 novembre | Argentina International Championships 1955 Buenos Aires, Argentina Singolare - Doppio   |                                           |                           |                            |                                                      |
| 27 novembre | Perth Spring Tournament 1955 Perth, Australia Singolare - Doppio                        | Clive Wilderspin 6-3 6-2 6-1              | Dawson C. Hamilton        |                            |                                                      |
| 27 novembre | Perth Spring Tournament 1955 Perth, Australia Singolare - Doppio                        |                                           |                           |                            |                                                      |

### Dicembre
| Settimana   | Torneo                                                                       | Vincitore                       | Finalista     | Semifinalisti | Eliminati ai quarti |
| ----------- | ---------------------------------------------------------------------------- | ------------------------------- | ------------- | ------------- | ------------------- |
| 3 dicembre  | Torneo di Montevideo 1955 Montevideo, Uruguay Singolare - Doppio             | Enrique Morea 6-3 7-5 6-0       | Arthur Larsen |               |                     |
| 3 dicembre  | Torneo di Montevideo 1955 Montevideo, Uruguay Singolare - Doppio             |                                 |               |               |                     |
| 10 dicembre | Victorian Championships 1955 Melbourne, Australia Singolare - Doppio         | Lew Hoad 1-6 6-4 6-4 5-7 6-4    | Ashley Cooper |               |                     |
| 10 dicembre | Victorian Championships 1955 Melbourne, Australia Singolare - Doppio         |                                 |               |               |                     |
| 11 dicembre | US Hard Court Championships 1955 La Jolla, USA Singolare - Doppio            | Herbert Flam 6-2 6-1 6-4        | Myron Franks  |               |                     |
| 11 dicembre | US Hard Court Championships 1955 La Jolla, USA Singolare - Doppio            |                                 |               |               |                     |
| 18 dicembre | India National Championships 1955 Calcutta, India Singolare - Doppio         | Sven Davidson 6-4 6-1 15-17 6-3 | Kurt Nielsen  |               |                     |
| 18 dicembre | India National Championships 1955 Calcutta, India Singolare - Doppio         |                                 |               |               |                     |
| 18 dicembre | Tunisian International Championships 1955 Tunisi, Francia Singolare - Doppio | Budge Patty 6-4 6-2 6-4         | Pierre Darmon |               |                     |
| 18 dicembre | Tunisian International Championships 1955 Tunisi, Francia Singolare - Doppio |                                 |               |               |                     |

### Senza data
| Settimana  | Torneo                                                                         | Vincitore | Finalista                 | Semifinalisti | Eliminati ai quarti |
| ---------- | ------------------------------------------------------------------------------ | --------- | ------------------------- | ------------- | ------------------- |
| Senza data | German Pro National Championships 1955 Travemünde, Germania Singolare - Doppio | W. Lufler | non conosciuta (bandiera) |               |                     |
| Senza data | German Pro National Championships 1955 Travemünde, Germania Singolare - Doppio |           |                           |               |                     |

## Pro tour
Nel corso dell'anno si giocarono diversi tornei che facevano parte dei pro tour: un insieme di tornei composti da pochi partecipanti: da 2, 4 o 6 giocatori in cui i migliori tennisti si sfidavano in scontri diretti in varie località. Il vincitore del tour era il tennista che aveva un vantaggio nei testa a testa con gli altri giocatori.
| Data                          | Località    | Nome del tour                 | Partecipanti                                          |
| ----------------------------- | ----------- | ----------------------------- | ----------------------------------------------------- |
| Continuazione tour del 1954   | Australia   | Australian Pro Tour 1954-1955 | Pancho Gonzales Frank Sedgman Pancho Segura Ian Ayres |
| 9 dicembre 1955 3 giugno 1956 | Stati Uniti | World Pro Tour 1955-1956      | Pancho Gonzales Tony Trabert                          |